# Goeria
Goeria (Georgisch: გურია) is een regio (mchare) in het westen van Georgië aan de zwarte Zee, met een oppervlakte van 2033 km² en 101.882 inwoners (2024). De hoofdstad is Ozoergeti, de belangrijkste plaats van de regio. Sinds 6 mei 2025 is Giorgi Goerdzjoemelidze gouverneur van de regio. Goeria is de kleinste regio van Georgië en heeft ook het minste aantal gemeenten. De regio komt overeen met het historische vorstendom Goeria.

## Geografie
De regio Goeria ligt in het westen van Georgië aan de Zwarte Zeekust en wordt aan land begrensd door de regio's Samegrelo-Zemo Svaneti in het noorden, Imereti in het (noord)oosten, Samtsche-Dzjavacheti in het zuidoostelijke hoekje en de autonome republiek Adzjarië over het grootste deel van het zuiden. De kustlengte bedraagt ongeveer 18 kilometer.

### Meschetigebergte
Het noordelijkste deel van Goeria ligt aan de rand van het Colchislaagland, met de rest van de regio in de Kleine Kaukasus. In het middennoorden van de regio ligt de bescheiden Goeria-bergrug, een noordelijke uitloper van het langgerekte Meschetigebergte dat vanuit Imereti via het zuidwesten van Goeria tot in Adzjarië reikt.
De hoogste berg van Goeria is de 2850 meter hoge Mepistskaro, in de uiterste zuidoostelijke punt van de regio op de grens met Samtsche-Dzjavacheti en Imereti. Het is tevens de hoogste berg van het Meschetigebergte. In de vruchtbare vallei tussen de Goeria- en Meschetigebergtes ligt de hoofdstad van de regio  Ozoergeti, tevens de grootste plaats. Door deze vallei stroomt de belangrijkste en bekendste rivier van de regio, de Soepsa.

### Nationaal Park Goeria
Het zuidoostelijke deel van de regio dat hoog in het Meschetigebergte ligt is ruig en dunbevolkt. Het kent warmwaterbronnen en verschillende kuuroorden die nog uit de Sovjet-periode stammen. De regio is voor 57% bedekt met bos. In het dichtbeboste berggebied werd in 2024 een nieuw nationaal park opgericht voor de bescherming van de natuur en de ontwikkeling van eco-toerisme in de regio te bevorderen. Het park beslaat 150 km² en ligt in de gemeenten  Ozoergeti en  Tsjochataoeri.

## Bestuurlijke onderverdeling
Goeria heeft drie gemeenten: 
- Lantsjchoeti
- Ozoergeti
- Tsjochataoeri

Binnen deze gemeenten zijn in totaal 193 bewoonde kernen:
- Twee steden:  Lantsjchoeti en  Ozoergeti
- Zeven daba's: Bachmaro, Gomismta, Laitoeri, Naroedzja, Nasakirali en Oereki en Tsjochataoeri
- 184 dorpen, waaronder Bachvi, Chidistavi, Mamati, Nigoiti, Soepsa en Tsjantsjati. De dorpen zijn ingedeeld over 61 administratieve gemeenschappen (თემი, temi)

## Demografie
Goeria telde op 1 januari 2024 101.882 inwoners, een daling van tien procent ten opzichte van de volkstelling van 2014. De urbanisatiegraad is 30%. 
| |        |        |        |        |        |   |        |        |        |  |  |  |  |  |
| Lantsjchoeti | 40.031 | 40.246 | 40.890 | 41.891 | 40.507 | - | 31.486 | 30.152 | 28.554 |  |  |  |  |  |
| Ozoergeti | 75.240 | 79.710 | 84.278 | 90.040 | 78.760 | - | 62.863 | 59.913 | 56.327 |  |  |  |  |  |
| Tsjochataoeri | 30.662 | 29.594 | 28.157 | 26.595 | 24.090 | - | 19.001 | 18.034 | 17.001 |  |  |  |  |  |
| * Uit onderzoek na volkstelling 2014 is gebleken dat volkstelling 2002 8-9 procent te hoog is uitgevallen. **Gecorrigeerde data op basis van retro-projectie 1994-2014 i.s.m. VN |        |        |        |        |        |   |        |        |        |  |  |  |  |  |

### Etniciteit en religie

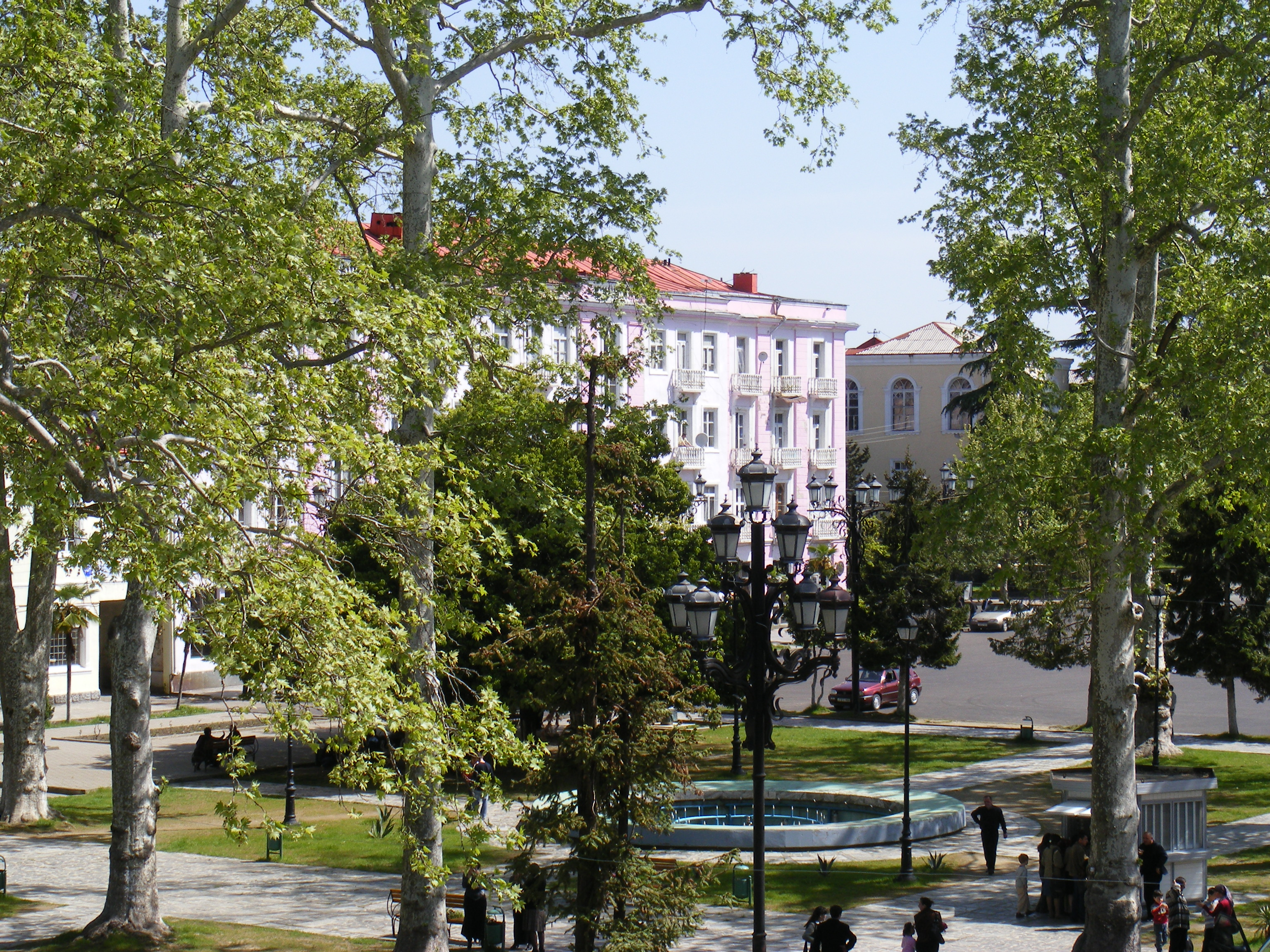
Ozoergeti, het centrum van de regio

De bevolking van Goeria bestaat vrijwel geheel uit Georgiërs (hieronder vallen ook de Adzjaren), namelijk 98,1%. Etnische minderheden zijn Armeniërs (1.1%) en Russen (0,5%). De meeste inwoners zijn Georgisch-Orthodox (86,7%), terwijl 11,4% moslim is. Verder zijn er kleine gemeenschappen katholieken (0,3%), Armeens-orthodoxen (0,1%) en  jehova's (0,1%).